# Siegmund Gabriel
Siegmund Gabriel (7 de novembre de 1851, Berlín, Alemanya - 22 de març de 1924, Berlín) fou un químic alemany conegut per la síntesi de Gabriel i que destacà en l'estudi dels composts heterocíclics.

## Biografia
Gabriel realitzà els seus estudis primaris i secundaris a Berlín, després es matriculà el 1871 a la Universitat de Berlín on assistí a classes de química orgànica amb August Wilhelm von Hofmann i de química inorgànica amb E. A. Schneider durant dos semestres. Continuà els seus estudis superiors a la Universitat de Heidelberg, a la primavera de 1872, on estudià amb Robert Wilhelm Bunsen. Un any de servei militar interrompé els seus estudis, però tornà a Heidelberg a la tardor de 1873 i passà l'examen de doctorat summa cum laude en 1874. Gabriel rebé el grau sense haver d'escriure una tesi, ja que en aquest moment Bunsen no ho requeria. Tornà a la Universitat de Berlín, on passà tota la seva carrera que durà fins al 1921, inicialment assistí Hofmann a la secció inorgànica del laboratori de la universitat en els problemes de la química orgànica i posteriorment dedicà la seva vida a aquesta branca de la química. El 1886 fou nomenat professor d'aquesta universitat.

## Obra
Les primeres investigacions de Gabriel a Berlín, que començà el 1876, era l'halogenació d'hidrocarburs aromàtics de compostos azoics, i l'any següent començà una col·laboració amb el químic nord-americà Arthur Michael en els productes de condensació de l'anhídrid ftàlic. Com a resultat d'aquest treball Gabriel dilucidà l'estructura de l'àcid ftalilacètic el 1884 i el 1886 sintetitzà la isoquinolina, que havia estat descoberta en el quitrà de carbó el 1885 per Sebastián Hoogewerff i W. A. van Dorp, i n'establí la seva constitució. A partir de llavors, la seva investigació se centrà gairebé exclusivament en els compostos heterocíclics de nitrogen.
Una de les més importants contribucions de Gabriel a la química orgànica la realitzà el 1887, quan anuncià un mètode important per a la síntesi d'amines primàries, que implica la reacció de ftalimida de potassi amb un halur d'alquil, seguida d'una hidròlisi. Aquesta reacció, anomenada la síntesi de Gabriel, fou posteriorment adaptada pel mateix Gabriel el 1889 per a la preparació dels aminoàcids. El 1891 sintetitzà pirrolidina a partir de l'1-amino-4-clorobutà, i el 1892, utilitzant el mateix procediment, preparà piperidina a partir de l'1-amino-5-cloropentà. A partir d'aquests anells heterocíclics que contenen un àtom de nitrogen, Gabriel dirigí una investigació a fons dels heterocíclics nitrogenats, fou el primer a preparar ftalazina el 1893 i, amb el seu deixeble James Colman, pirimidina el 1899. El 1900 ideà un mètode més senzill per a l'obtenció de pirimidina amb àcid barbitúric, i el 1903 preparà quinazolina. Gabriel també investigà l'oxazole, el tiazole, i els seus derivats.